# Ekvipartíció-tétel
Az ekvipartíció-tétel a klasszikus statisztikus mechanika egyik általános tétele, mely egy rendszer hőmérséklete és általános energiája között teremt összefüggést. Más neveken is ismert mint pl. ekvipartíció-törvény, az energia ekvipartíciója vagy csak ekvipartíció.

## Az alapgondolat és példák
Az „ekvipartíció” egyenlő részekre való bontást jelent a latin 'equi' és a 'partitionem' szavakból eredően.
Az ekvipartíció eredeti koncepciója az volt, ha egy rendszer elérte a termikus egyensúly állapotát, akkor a rendszer teljes kinetikus energiája átlagosan egyenlő részekből áll.
Az ekvipartíció számszerű jóslatokat is lehetővé tesz ezekre az energiákra.
Az egyatomos gázok pontszerű részecskéi energiájukat haladási mozgási energia formájában hordozzák.
Például egy nemesgáz minden atomjának - T hőmérsékleten, termikus egyensúlyi állapotban - átlagos mozgási energiája (3/2)kBT, ahol kB a Boltzmann állandó.
Ebből következően, mivel m tömeggel rendelkező, egyenes vonalban, egyenletes sebességgel mozgó test haladási kinetikus energiája {\displaystyle E_{t}={\frac {1}{2}}mv_{TKP}^{2}}
(ahol: Et a haladási kinetikus energia, m a test tömege, vTKP a test tömeg-középpontjának sebessége), a xenon nehezebb atomjainak átlagos sebessége például kisebb, mint a hélium gáz könnyebb atomjai sebessége ugyanazon a hőmérsékleten.

Nemesgázok sebessége a Maxwell-Boltzmann eloszlás szerint

Az ábra négy nemesgáz atomjainak sebességét mutatja a Maxwell–Boltzmann eloszlás szerint.
Az indexben az elemek tömege látható.
Az ekvipartíció tétele azt mondja ki, hogy minden szabadságfokhoz (sebesség-jellemzőhöz), egy molekulára átlagosan 1⁄2kBT mozgási energia tartozik, ezért 1⁄2kBT részben járul a rendszer hőkapacitásához.

## Az elmélet korlátai
Az ekvipartíció elmélet nem működik, amikor a termikus energia kBT jelentősen kisebb, mint az energiaszintek közötti tér. Hibás volt az a feltételezés, hogy az energiaszintek folytonos közeget alkotnak. Ezért nem is lehetett megmagyarázni a hőkapacitások viselkedését és a feketetest-sugárzást; szükség volt egy új elméletre, a kvantummechanika és a kvantumtérelméletre.
Az ábrán logaritmikus osztásban egy kvantummechanikai oszcillátor átlagos energiája látható a hőmérséklet függvényében. Összehasonlításképpen fekete színnel az ekvipartíció által jósolt értékek láthatók. Magas hőmérsékleten a két görbe hasonló értéket mutat, alacsony hőmérsékleteken, amikor kBT << hν - ahol v (nü) az oszcillátor frekvenciája -, a kvantummechanikai érték jóval gyorsabban csökken. Ez megoldja az ultraibolya katasztrófa problémáját. Egy adott hőmérsékleten nagyfrekvenciás módusban, ahol hν >> kBT, az energia majdnem zéró.
Az ekvipartíció elmélet hibáját illusztrálandó, tekintsünk egy harmonikus oszcillátort.
Elhagyva az irreleváns zérusponti energia kifejezést, a kvantum energia szintje En = nhν , ahol h a Planck-állandó, ν az oszcillátor alapfrekvenciája és n egész szám (n = 1, 2, 3...).
Egy adott energiaszint valószínűsége a kanonikus valószínűség-eloszlásban a Boltzmann-tényezővel kifejezve:
{\displaystyle P(E_{n})={\frac {e^{-n\beta h\nu }}{Z}},}
ahol β = 1/kBT és a Z nevező a partíciófüggvény, itt egy mértani sorban:
{\displaystyle Z=\sum _{n=0}^{\infty }e^{-n\beta h\nu }={\frac {1}{1-e^{-\beta h\nu }}}.}
átlagos energiája:
{\displaystyle \langle H\rangle =\sum _{n=0}^{\infty }E_{n}P(E_{n})={\frac {1}{Z}}\sum _{n=0}^{\infty }nh\nu \ e^{-n\beta h\nu }=-{\frac {1}{Z}}{\frac {\partial Z}{\partial \beta }}=-{\frac {\partial \log Z}{\partial \beta }}.}
Z-t behelyettesítve adódik a végső eredmény:
{\displaystyle \langle H\rangle =h\nu {\frac {e^{-\beta h\nu }}{1-e^{-\beta h\nu }}}.}
Magas hőmérsékleteken, amikor a termikus energia kBT jóval nagyobb, mint a hν érték az energia szintek között, a βhν exponenciális argumentum jóval kisebb, mint egy, és az átlagos energia kBT lesz, az ekvipartíció elméletnek megfelelően.
Azonban alacsony hőmérsékleteken, amikor hν >> kBT, az átlagos energia zéróhoz tart – a magas frekvenciás energiaszintek „kifagynak”.
Egy másik példa: egy hidrogénatom belsőleg gerjesztett elektronikus állapotai nem tudnak hozzájárulni a gáz hőjéhez, mert a termikus energia kBT (közel 0,025 eV) jóval kisebb, mint az alacsonyabb és a következő magasabb energia szint (kb. 10 eV) közötti rés.
Hasonló meggondolások érvényesek, amikor az energiaszint közti rés jóval nagyobb, mint a termikus energia.
Például Albert Einstein ezzel magyarázta, illetve oldotta meg a ultraibolya katasztrófa problémáját.
A paradoxon azért jöhetett létre, mert egy zárt konténerben az elektromágneses térnek végtelen sok független módusa van, mindegyik egy harmonikus oszcillátornak tekinthető.
Ha viszont minden elektromágneses módus átlagos energiája kBT, akkor végtelen nagy energiának kell lennie a konténerben.
Azonban a fenti érvelés okán a nagyfrekvenciás módusok átlagos energiája tart a zérushoz, amikor ν tart a végtelenbe; ezen felül Planck törvénye a feketetest sugárzásról hasonló érvelést használ.
Más, bonyolult kvantumhatások is az ekvipartíció elméletének korrekciójához vezetnek, mint a kvantumelmélet azonos részecskék és a folytonos szimmetria elméletei.